# RTEA

RTEA (от Ruptor’s TEA или Repaired TEA) — в криптографии симметричный блочный криптоалгоритм типа «Сеть Фейстеля», разработанный Marcos el Ruptor, расширение шифроалгоритма TEA. Исправлены некоторые уязвимости в алгоритме. Как и другие варианты алгоритма TEA, операции основаны на работе с 32-битными числами. Алгоритм значительно проще и производительнее XTEA, при этом, по заявлению авторов и согласно проведенным разработчиками статистическим тестам, более устойчив к криптоанализу. Чтобы противостоять всем адаптивным и неадаптивным атакам, алгоритму необходимо число раундов, равное 32+w*4, где w — количество 32-битных целых чисел в ключе, то есть 4 — для 128 битного, и 8 для 256-битного ключа. Для ключа размером 128 бит выполняется 48 раундов, для ключа размером 256 бит — 64 раунда алгоритма.
Т.к. это блочный шифроалгоритм, где длина блока 64-бит, а длина данных может быть не кратна 64-битам, значения всех байтов дополняющих блок до кратности в 64-бит устанавливается в 0x01 .

## Реализация
Алгоритм за один проход обрабатывает два 32-разрядных беззнаковых числа (unsigned long) a и b, то есть 64-битный блок.
Длина ключа в 32-разрядных числах — kw, r — раунд.
Таким образом, декларация переменных может быть следующей:
```
u32
 
a
,
 
b
,
 
c
,
 
kw
;

u32
 
key
[
kw
];

long
 
r
;

```

### Универсальный код
```
// зашифровка

for
 
(
r
=
0
;
r
<
kw
*
4
+
32
;
r
++
)
 
c
=
b
,
b
+=
a
+
((
b
<<
6
)
^
(
b
>>
8
))
+
key
[
r
%
kw
]
+
r
,
a
=
c
;

// расшифровка

for
 
(
r
=
kw
*
4
+
31
;
r
!=
-1
;
r
--
)
 
c
=
a
,
a
=
b
-=
a
+
((
a
<<
6
)
^
(
a
>>
8
))
+
key
[
r
%
kw
]
+
r
,
b
=
c
;

```

Что аналогично другому написанию:
```
// зашифровка

for
 
(
r
=
0
;
r
<
kw
*
4
+
32
;
r
++
)
 
a
+=
b
+
((
b
<<
6
)
^
(
b
>>
8
))
+
key
[
r
%
kw
]
+
r
,
r
++
,
b
+=
a
+
((
a
<<
6
)
^
(
a
>>
8
))
+
key
[
r
%
kw
]
+
r
;

// расшифровка

for
 
(
r
=
kw
*
4
+
31
;
r
!=
-1
;
r
--
)
 
b
-=
a
+
((
a
<<
6
)
^
(
a
>>
8
))
+
key
[
r
%
kw
]
+
r
,
r
--
,
a
-=
b
+
((
b
<<
6
)
^
(
b
>>
8
))
+
key
[
r
%
kw
]
+
r
;

```

### Код для 256 — битного ключа
Использование алгоритма является очень простым и удобным. Так, для ключа, равного 256 битам (kw = 8), код будет следующим:
```
// зашифровка

for
 
(
r
=
0
;
r
<
64
;
r
++
)

{

 
b
+=
a
+
((
a
<<
6
)
^
(
a
>>
8
))
+
 
(
key
[
r
%
8
]
+
r
);

 
r
++
;

 
a
+=
b
+
((
b
<<
6
)
^
(
b
>>
8
))
+
 
(
key
[
r
%
8
]
+
r
);

}

// расшифровка

for
 
(
r
=
63
;
r
>=
0
;
r
--
)

{

 
a
-=
b
+
((
b
<<
6
)
^
(
b
>>
8
))
+
 
(
key
[
r
%
8
]
+
r
);

 
r
--
;

 
b
-=
a
+
((
a
<<
6
)
^
(
a
>>
8
))
+
 
(
key
[
r
%
8
]
+
r
);

}

```

Для обеспечения уникальности каждого из зашифрованных блоков при идентичности исходного открытого текста может быть применен один из режимов DES (к примеру, CBC, CFB, CTS, CTR)

## Безопасность
На данный момент существует лишь атака на основе связанных ключей (англ. related key attack) на данный шифр.